# 대동로 (김해시)
 대동로(Daedong-ro)는 경상남도 김해시 불암동 불암삼거리와 김해시 대동면 덕산리를 잇는 도로이다.

## 주요 경유지
경상남도
- 김해시 (불암동 · 대동면)

## 노선
| 이름          | 접속 노선                 | 소재지 | 소재지 | 비고 |
| ------------- | ------------------------- | ------ | ------ | ---- |
| 불암삼거리    | 국도 제14호선 (김해대로)  | 김해시 | 불암동 |      |
| 수암 교차로   | 서낙동로                  | 김해시 | 대동면 |      |
| 수중교        |                           | 김해시 | 대동면 |      |
| 원지삼거리    | 동남로49번길 동남로85번길 | 김해시 | 대동면 |      |
| 대동 나들목   | 제35호선 중앙고속도로     | 김해시 | 대동면 |      |
| 덕산삼거리    | 동남로                    | 김해시 | 대동면 |      |
| 동북로와 직결 |                           |        |        |      |

## 주요 건물및 시설
- GS25 김해수안점 (대동로 52/수안리 386-7)
- 선암마을회관 (대동로 54/수안리 354-2)
- SK에너지 토박이주유소 (대동로 126/수안리 234)
- 수안마을회관 (대동로 132/수안리 235-2)
- S-OIL 중앙주유소 (대동로 264/주중리 68-1)
- 미니스톱 김해대동점 (대동로 267/주중리 54-7)
- 농협 대동농협 주중지점 (대동로 282/주동리 378-3)
- 대중초등학교 (대동로 287/주동리 400-2)
- 장시마을회관 (대동로 436/예안리 376-3)
- 이마트24 김해대동점 (대동로 534/초정리 348-1)
- 대동파출소 (대동로 597/초정리 189-1)
- 대동면 행정복지센터 (대동로 610/초정리 143-2)
- 대동초등학교 (대동로 613/초정리 173)
- 김해대동우체국 (대동로 615/초정리 179)
- CU 김해대동제일점 (대동로 616/초정리 146-3)
- GS칼텍스 대동주유소 (대동로 645/초정리 965-14)
- SK에너지 대동IC주유소 (대동로 714/괴정리 170-1)
- 괴정마을회관 (대동로 751/괴정리 91-9)
- SK에너지 대감주유소 (대동로 934/대감리 585-3)
- 대감초등학교 (대동로 993/대감리 805-1)